# Latawce latające na niebie
Latawce latające na niebie (kor. 하늘을 나는 연들, Haneuleul naneun yeondeul) – północnokoreański dramat filmowy z 2008 roku w reżyserii Phyo Kwanga i Kim Hyon-chola.